# Schwedenwälle

Schwedenwälle in einer Messtischkarte aus dem 19. Jahrhundert

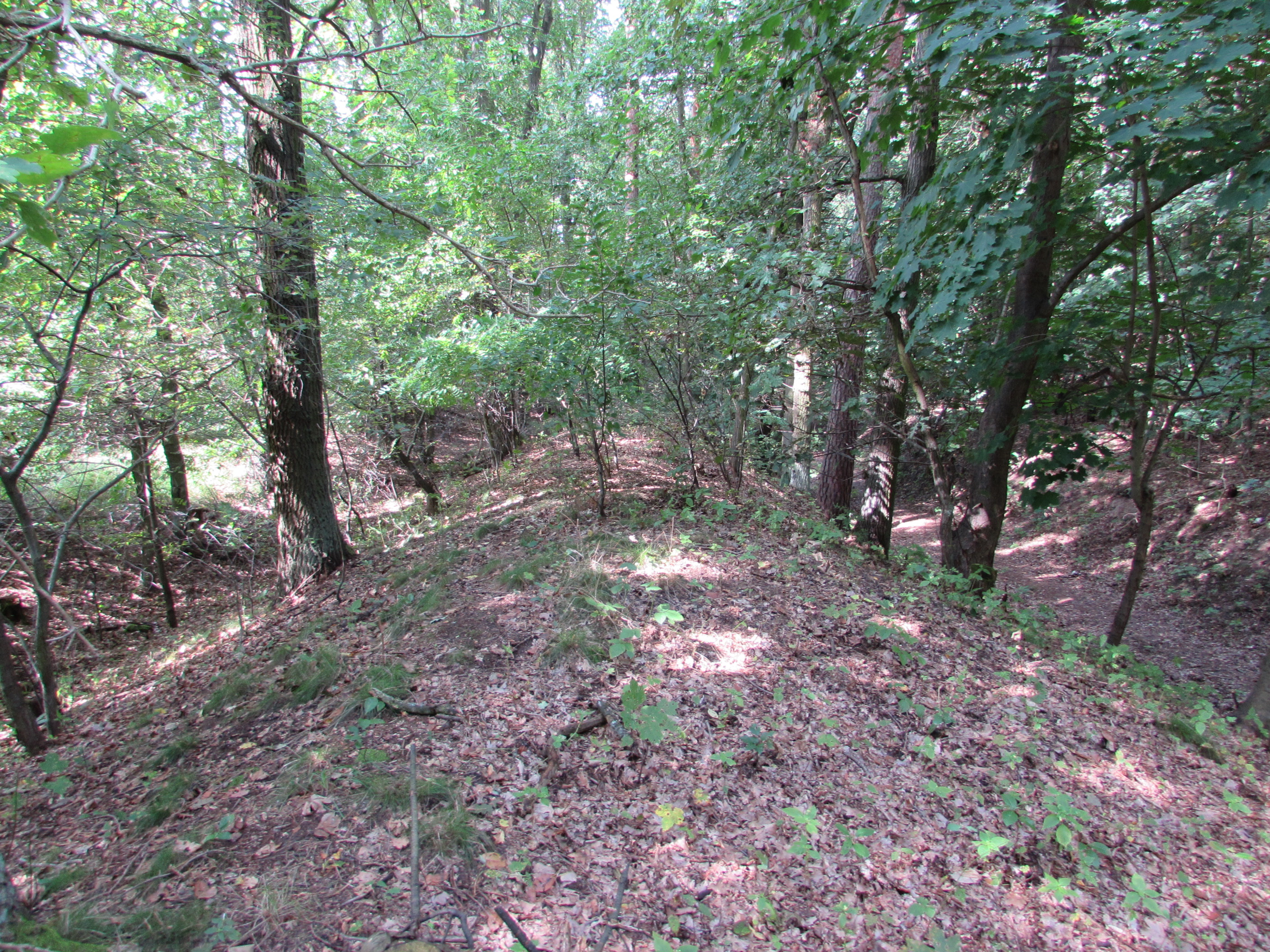
In den Schwedenwällen

Die Schwedenwälle beziehungsweise Schwedenschanzen sind eine spätmittelalterliche beziehungsweise frühneuzeitliche Verteidigungsanlage in der Stadt Brandenburg an der Havel und Gemeinde Beetzsee. Sie sind als Bodendenkmal geschützt.

## Entstehungsgeschichte
Zur Entstehung des Schwedenwälle, die als 30 Meter breite und etwa einen Kilometer lange Verteidigungsanlage zwischen dem nördlichen Bohnenländer See und dem Görnschen Bruch westlich von Brielow angelegt wurden, gibt es unterschiedliche Angaben. So wurden die beiden Wälle und drei Gräben von der Altstadt Brandenburg als Landwehr angelegt und später im Zuge des Dreißigjährigen Krieges vom Volksmund mit ihrem heutigen Namen benannt. Andere Quellen schreiben die Anlage direkt den Schweden zu, die während des Dreißigjährigen Krieges und während des Schwedeneinfalls 1674/75 die Gegend besetzt hielten.

## Flora, Fauna
Die Schwedenwälle liegen heute als natürlich bewaldete Erhebungen im Altstädtischen Forst. Sie sind mit einer reichen Flora bewachsen und werden von einer Vielzahl an Tieren bewohnt. So kommen Eichen, Ebereschen, Faulbaum, Traubenkirschen, Haselnuss, Weißdorn, Hainbuchen, Birken, Kiefern, Vogelbeeren und weitere Baum- und Straucharten vor. Am Boden wachsen beispielhaft Arten wie Maiglöckchen, Schlüsselblumen, Hahnenfuß, Wiesensalbei, Pechnelke oder Hain-Wachtelweizen.

## Schutzgebiete
Die Schwedenwälle stehen unter dem Namen „Landwehr deutsches Mittelalter“ in der Denkmalliste des Landes. Daneben sind sie als Geschütztes Biotop unter Schutz gestellt. Sie liegen weiterhin im Naturpark Westhavelland und im Landschaftsschutzgebiet Westhavelland.